# Sotzbach
Der Sotzbach ist einer der größten Nebenflüsse des Reichenbaches im Vogelsberg, dem er von links bei Hellstein im hessischen Main-Kinzig-Kreis zuläuft.

## Name
Der Bach wird um das Jahr 810 als Sottesbah erstmals urkundlich erwähnt. Das Bestimmungswort könnte sich von einem althochdeutschen Personennamen *Sot(t) oder vom germanischen Wort *suþa für „Brühe“ ableiten.

## Geographie

### Verlauf
Der Sotzbach entspringt nordöstlich von Obersotzbach in der Westspitze des Forsts Aurora. Er durchfließt, sehr bald schon in der Flur, die Orte Ober- und Untersotzbach in südlicher Richtung, nimmt danach und kurz aufeinander von links die Zuflüsse Struthbach und Krötenbach auf und mündet südlich von Hellstein von links in den Reichenbach, dem er zuvor fast immer in einem Abstand von einem bis anderthalb Kilometern parallel lief.

### Zuflüsse
- Struthbach (links), 3,4 km
- Krötenbach (links), 3,7 km

### Flusssystem Kinzig
- Fließgewässer im Flusssystem Kinzig